# Canek Vázquez Góngora
Canek Vázquez, es un político hidalguense. Licenciado en Derecho con estudios en Relaciones Internacionales en la Universidad Iberoamericana de la Ciudad de México.
Tiene una maestría en Gestión Pública Aplicada por el Tec de Monterrey (ITESM).
Cuenta con estudios de Finanzas realizados en el Instituto Tecnológico Autónomo de México (ITAM). Complementó su preparación profesional con estudios en la John F. Kennedy School of Government de la Universidad de Harvard.
Fue miembro del Partido Revolucionario Institucional hasta principios de 2018, cuando fue invitado por la dirigencia nacional de Morena para unirse al proyecto de Andrés Manuel López Obrador, hoy Presidente de México.
Siendo diputado local en el Congreso del Estado de Hidalgo, fue pieza clave para que diputados de diferentes partidos políticos, se incorporaran al movimiento representado por Morena.
Dentro del PRI, en 2008, fue electo Presidente del Comité Ejecutivo Nacional del Frente Juvenil Revolucionario.
En el mismo año, también resultó electo Presidente-Adjunto de la Conferencia Permanente de Partidos Políticos de América Latina y el Caribe (COPPPAL-Juvenil), que agrupa a más de 60 partidos políticos del continente.
Inició una importante participación y conocimiento del ámbito legislativo, sobresaliendo en encargos como Secretario Auxiliar de la Presidenta de la Cámara de Diputados del Congreso de la Unión.
En la LIX Legislatura del Congreso de la Unión (2006-2009) fue postulado como Diputado Federal Suplente.
Se desempeñó como Secretario Particular del Senador Manlio Fabio Beltrones, tanto como Presidente de la Mesa Directiva del Senado de la República como Presidente de la Junta de Coordinación Política.
Fue Diputado Federal por el Estado de Hidalgo, en la LXI Legislatura (2009 – 2012).
Y, consejero suplente del Poder Legislativo ante el Consejo General del entonces Instituto Federal Electoral (IFE).
En el sexenio pasado (2012 – 2018) fungió como director general del Instituto del Fondo Nacional para el Consumo de los Trabajadores (INFONACOT).
Después, en el mismo sexenio, fue designado subprocurador Federal de Auditoría Ambiental de la Procuraduría Federal de Protección al Ambiente (PROFEPA).
En el año 2015 y hasta mediados de 2016, se desempeñó como Secretario Adjunto a la Presidencia del Comité Ejecutivo Nacional del PRI.
En 2016 fue integrante de la LXIII Legislatura del Congreso del Estado de Hidalgo (2016 – 2018) y como diputado local presidió la Comisión de Hacienda y Presupuesto del Congreso hidalguense, fue Secretario de las comisiones legislativas de Seguridad Ciudadana y Justicia; Medio Ambiente, Recursos Naturales y Cambio Climático; Comisión Instructora e integrante de la Comisión de Gobernación.
En la recta final de la LXIII Legislatura se incorpora al proyecto del Presidente Andrés Manuel López Obrador, a invitación de la Dirigente Nacional de Morena, Yeidckol Polevnsky, con quien colabora hasta la fecha para consolidar el triunfo de la Cuarta Transformación en Hidalgo.
Fue Diputado Federal Suplente por Hidalgo en la LXIV Legislatura (2018 – 2021) del Congreso de la Unión, postulado por Morena.
Desde noviembre de 2022 es Delegado Regional del Infonavit en el estado de Hidalgo.
Desde 2013 preside la Asociación Civil “Más por Hidalgo”, dedicada a temas relacionados con el desarrollo social en favor de las familias hidalguenses.